# 아우토반 555호선
아우토반 555호선(독일어: Bundesautobahn 555)은 쾰른과 본을 이어주는 아우토반 노선으로, 이 노선은 아우토반 573호선과 마찬가지로 지역 노선으로 취급한다. 그래서 노르트라인베스트팔렌주를 중심으로 통과하고 있는 것으로 보이게 되며, 1929년부터 1932년까지 건설되었고, 최종적으로는 1932년 8월 6일 형식적으로 개통되었다. 그 당시에는 자동차 전용도로로 한정되었지만, 평탄한 교차로가 거의 없었던 최초의 도로였기 때문에, 처음에는 외딴 오지마을에 해당되는 국도 노선과 거의 비슷하게 취급하였다. 그래서 아우토반 지위가 부여되지 못한 시점이었던 1958년까지 지속되었지만, 독일에서 가장 오래된 아우토반 노선으로 간주되었다.

## 교차하는 도로
- 아우토반 4호선 (유럽 고속도로 40호선의 일부)
- 아우토반 565호선
- 독일 연방도로 51호선(독일어판)